# Старая ратуша (Лейпциг)
Лейпцигская Старая ратуша (нем. Altes Rathaus) расположена в восточной части Рыночной площади и благодаря своим размерам доминирует в её ансамбле. С другой стороны здания к ратуше прилегает площадь Нашмаркт.
В здании Старой ратуши, построенной в 1556—1557 годах под инициативе правившего бургомистра и крупного торговца Иеронима Лоттера, использовались фрагменты старой постройки. Проект ратуши приписывается Паулю Шпеку, который и начал строительство. После его смерти в начале 1557 года работы продолжил Пауль Видеман. Здание претерпело в последующие годы несколько перестроек и на сегодняшний день представляет собой результат реставрации начала XX века. Особенностью ратуши является асимметричное расположение башни, которая делит фасад здания по золотому сечению в соответствии с традициями позднеготической архитектуры.
Под башней находится сквозной проход, соединяющий Рыночную площадь с площадью Нашмаркт и украшенный двумя нишами со скульптурными фонтанами «Купающегося мальчика» и «Купающейся девочки», созданные в 1909 году.

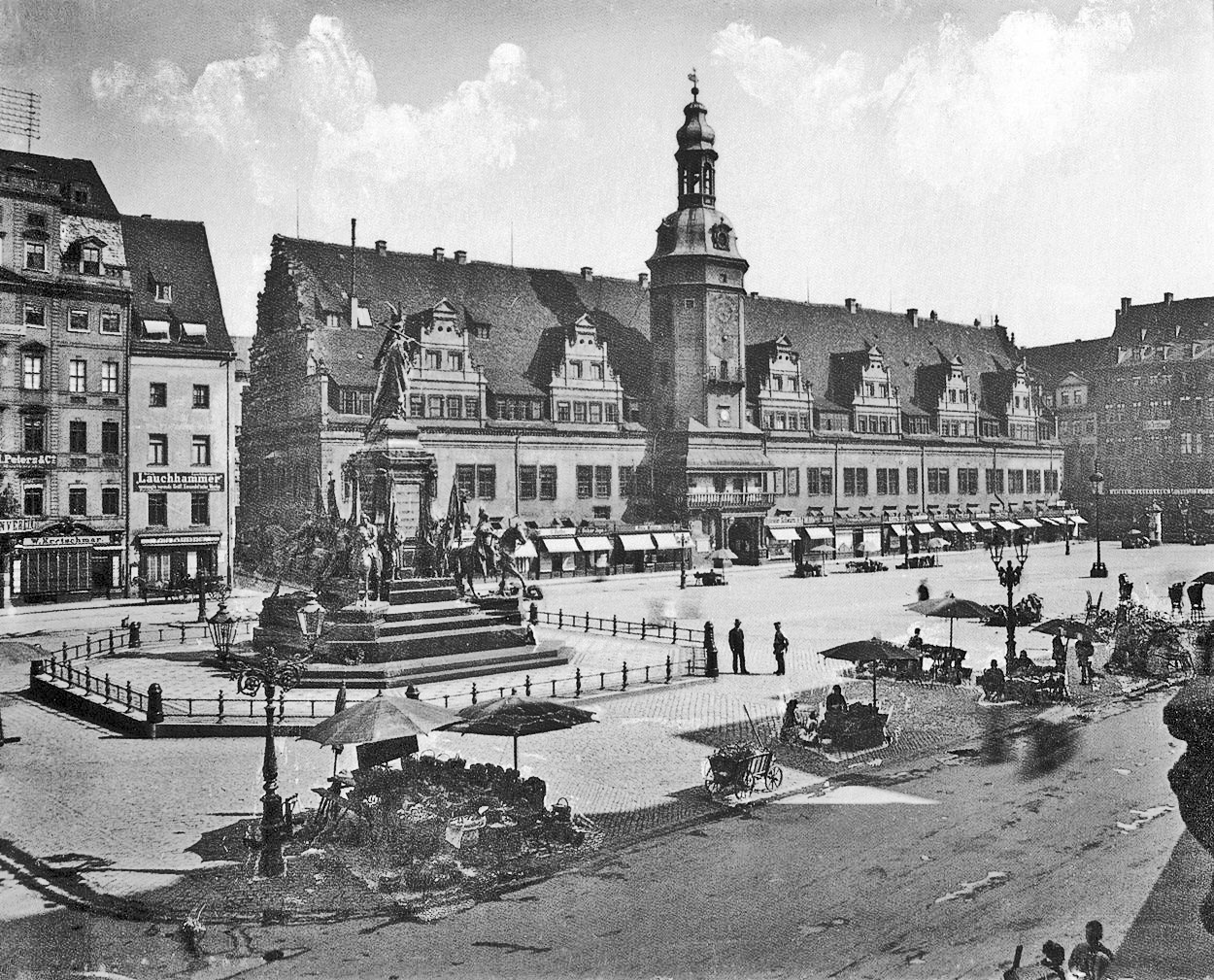
Старая ратуша до её перестройки в 1909 г. (Фото ок. 1890 г.)
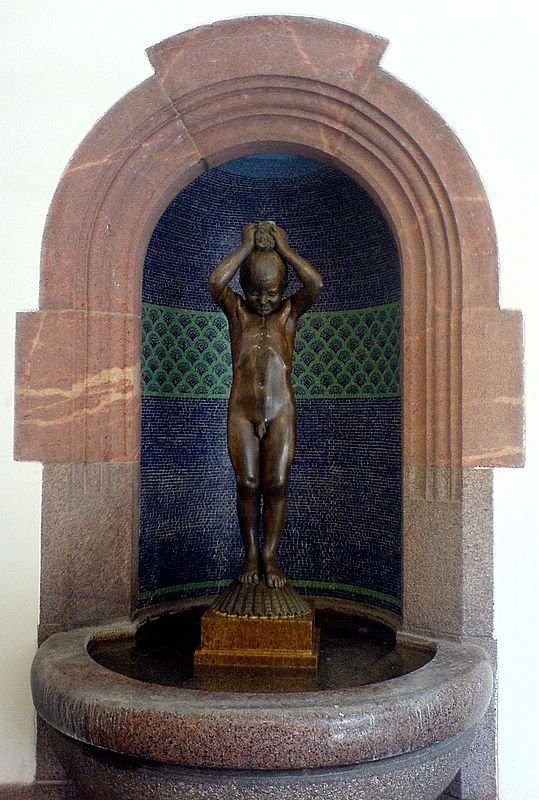
Фонтан «Купающийся мальчик» в нише Старой ратуши

Старая ратуша является одним из последних сохранившихся значительных произведений ренессансной архитектуры в Германии. С 1909 г. правительство города заседает в здании Новой ратуши, а в Старой ратуше разместилась экспозиция лейпцигского Музея истории города. Во внутреннем убранстве ратуши заслуживают внимания большой праздничный зал, ресторан, зал Мендельсона, Крестьянский зал в стиле позднего барокко, оружейная палата и сокровищница.